# Delia Gonzalez
Delia R. Gonzalez est une artiste américaine née de parents cubains à Miami.

## Biographie
Delia Gonzalez est née en 1972 à Miami, en Floride, de parents immigrés cubains. Son exposition précoce à la performance, au théâtre et à la danse a joué un rôle formateur dans le développement de sa pratique artistique, influençant encore aujourd'hui son travail interdisciplinaire dans divers médiums.

## Carrière
Gonzalez a vécu à New York de 1995 à 2004, où elle a commencé à produire, performer et exposer son travail multidisciplinaire. Sa carrière s'étend sur plus de vingt-cinq ans et inclut des contributions aux arts visuels et à la musique.

### Art
Gonzalez est connue pour son approche interdisciplinaire, travaillant à travers le film, la musique, la chorégraphie, la danse, la performance, la sculpture, le dessin et la peinture. Son background en performance, théâtre et danse influence profondément sa pratique artistique, lui permettant de fusionner différents disciplines de manière fluide.

#### Collaboration avec Gavin Russom
Dans les années 2000, elle collabore avec l'artiste et musicien Gavin Russom sur plusieurs projets musicaux et artistiques. Leur travail conjoint a enrichi son approche interdisciplinaire et a été une période productive de sa carrière.

#### Carrière musicale
En 2003, elle commence à collaborer avec le label DFA Records. Elle sort cinq albums et cinq EPs, avec des remixes d'artistes tels que Carl Craig et Baby Ford. Sa musique est souvent accompagnée de films tournés exclusivement en 16mm, ajoutant une dimension visuelle à ses œuvres auditives.
Deux de ses productions sont particulièrement remarquées :
- In Remembrance (2015)[3] : Ce projet présente une partition complète pour piano accompagnée de quatre ballets, montrant la capacité de Gonzalez à fusionner musique et danse en une expression artistique cohérente.
- Horse Follows Darkness (2017)[3] : Un album électronique associé à un film de danse en trois actes, illustrant son expertise dans la création d'expériences multimédias engageant à la fois les sens auditifs et visuels.

#### Expositions et performances
Au cours de sa carrière, Gonzalez expose son travail et se produit dans divers lieux, gagnant en reconnaissance pour son approche innovante et interdisciplinaire de l'art. Ses contributions aux mondes des arts visuels et de la musique ont façonné son parcours artistique.